# 변화 가속화
미래 연구 와 기술의 역사에서 변화 가속화는 관찰된 최근 역사의 기술 변화 속도의 기하급수적 특성이며, 이는 미래의 더 빠르고 심오한 변화를 암시할 수 있다. 또한 동등하게 심오한 사회적 및 문화적 변화를 동반할 수도 있고 동반하지 않을 수도 있다.

## 초기 관찰
1910년 런던의 도시 계획 회의에서 다니엘 번햄(Daniel Burnham)은 "그러나 진보는 단순히 사실의 수나 지식의 종류에 있는 것이 아니라 정교함의 기하학적 비율에 더 가깝다. 지식의 영역, 시간이 지남에 따라 매년 더 많은 사람들이 받아들이고 있다"며 "50년 만에 엄청난 변화가 일어나고 우리의 발전 속도가 엄청나게 빨라지면 우리의 아들과 손자들이 우리를 놀라게 할 결과를 요구하고 얻을 것이라는 것이 내가 시작한 주장이다. "
1938년 Buckminster Fuller는 화학, 건강 및 기타 산업 개발 분야에서 "적은 것으로 더 많은 일을 하는" 경향을 설명하기 위해 임시화라는 단어를 도입했다.  1946년에 풀러는 인간의 지식 습득에서 가속화되는 발전을 강조하기 위해 시간 경과에 따른 화학 원소 발견 차트를 발표했다.
1958년에 Stanislaw Ulam은 John von Neumann 과의 대화와 관련하여 다음과 같이 썼다.
One conversation centered on the ever accelerating progress of technology and changes in the mode of human life, which gives the appearance of approaching some essential singularity in the history of the race beyond which human affairs, as we know them, could not continue.

## Moravec의마음의 아이들
1974년부터 1979년까지 출판된 일련의 기사와 1988년 그의 책 Mind Children 에서 컴퓨터 과학자이자 미래학자인 Hans Moravec 은 무어의 법칙 을 일반화하여 인공 생명의 미래에 대해 예측한다. 무어의 법칙은 집적 반도체 회로의 복잡성이 기하급수적으로 증가하는 패턴을 설명힌다. Moravec은 통합 회로 이전부터 미래 형태의 기술까지 포함하도록 이를 확장한다. Moravec은 로봇이 2030~2040년경에 시작하여 새로운 일련의 인공 종으로 진화할 타임라인과 시나리오를 설명한다. 1998년에 출판된 Robot: Mere Machine to Transcendent Mind 에서 Moravec은 진화하는 로봇 지능의 의미를 추가로 고려하고 집적 회로 이전 기술에 대한 Moore의 법칙을 일반화하며 진화 역사에서 동물 두뇌의 기하급수적으로 증가하는 계산 능력을 계획한다. 이러한 추세를 외삽하면서 그는 Vinge가 예측한 지능의 폭발 과 유사하게 빠르게 확장되는 초 지능의 다가오는 "마음의 불"에 대해 추측한다.

## James Burke의인맥
그의 TV 시리즈 Connections (1978) — 속편 Connections² (1994) 및 Connections³ (1997) — James Burke 는 역사적 진보에 대한 기존의 선형적이고 목적론적인 관점을 거부하는 "변화에 대한 대안적 관점"(시리즈의 부제)을 탐구한다. Burke는 현대 세계의 특정 부분의 발전을 고립된 상태에서 고려할 수 없다고 주장한다. 오히려 현대 세계의 전체 게슈탈트는 상호 연결된 사건의 그물망의 결과이며, 각 사건은 궁극적인 개념 없이 자신의 동기(예: 이익, 호기심, 종교)에 따라 행동하는 사람이나 그룹으로 구성된다. \이러한 고립된 이벤트 결과의 상호 작용은 역사와 혁신을 주도하는 것이며 시리즈와 그 속편의 주요 초점이기도 하다.
Burke는 또한 그의 초기 논문에 대한 세 가지 추론을 탐구한다. 첫 번째는 역사가 자신의 행동이 결국 어디로 이어질지에 대한 생각 때문이 아니라 당시 자신이 알고 있는 것에 따라 행동하는 개인에 의해 주도된다면 미래의 기술 진보 과정을 예측하는 것은 단지 추측에 불과하다는 것이다. 따라서 우리가 Burke가 과거 사건들 사이에서 엮을 수 있는 연결에 놀란다면, 오늘날의 사건들, 특히 그 당시에는 우리가 알지도 못했던 사건들이 결국 어떤 결과를 낳을 것인지에 대해서도 똑같이 놀라게 될 것이다.
두 번째와 세 번째 추론은 서론과 결론 에피소드에서 가장 많이 탐구되며 상호 연결된 역사의 단점을 나타낸다. 과거 사건과 혁신의 시너지 효과로 인해 역사가 진행된다면 역사가 진행됨에 따라 이러한 사건과 혁신의 수가 증가한다. 이러한 가능한 연결의 증가로 인해 혁신 프로세스가 계속될 뿐만 아니라 가속화된다. Burke는 이러한 혁신의 속도, 또는 더 중요하게는 그 자체가 변화하는 속도가 일반 사람이 감당하기에는 너무 커질 때 어떤 일이 발생하는지, 그리고 이것이 개인의 권력, 자유 및 프라이버시에 어떤 의미가 있는지에 대한 질문을 던잔다.

## Gerald Hawkins의마인드스텝
그의 저서 Mindsteps to the Cosmos (HarperCollins, 1983년 8월)에서 Gerald S. Hawkins 는 패러다임이나 세계관에 대한 극적이고 돌이킬 수 없는 변화인 사고방식 에 대한 그의 개념을 설명했다. 그는 인류 역사에서 다섯 가지 뚜렷한 마음가짐과 이러한 "신세계관"을 수반하는 기술, 즉 이미지, 글쓰기, 수학, 인쇄, 망원경, 로켓, 라디오, TV, 컴퓨터의 발명을 식별했다. "각자는 인간과 우주의 관계에 대한 이해에서 한 단계 더 나아가 집단적 마음을 현실에 더 가깝게 만든다." 그는 "마인드 스텝 사이의 대기 시간이 점점 짧아지고 있다. 가속도를 눈치채지 않을 수 없다." 호킨스의 경험적 '마인드스텝 방정식'은 이것을 정량화하고 미래의 마인드스텝 날짜를 제시했다. 다음 마인드스텝 날짜(5; 시리즈는 0에서 시작)는 2021년으로 주어지며, 2045년과 2051년에 연속적으로 더 가까운 두 개의 마인드스텝이 시리즈의 한계인 2053년까지 주어진다. 그의 추측은 기술적 한계를 뛰어넘었다.

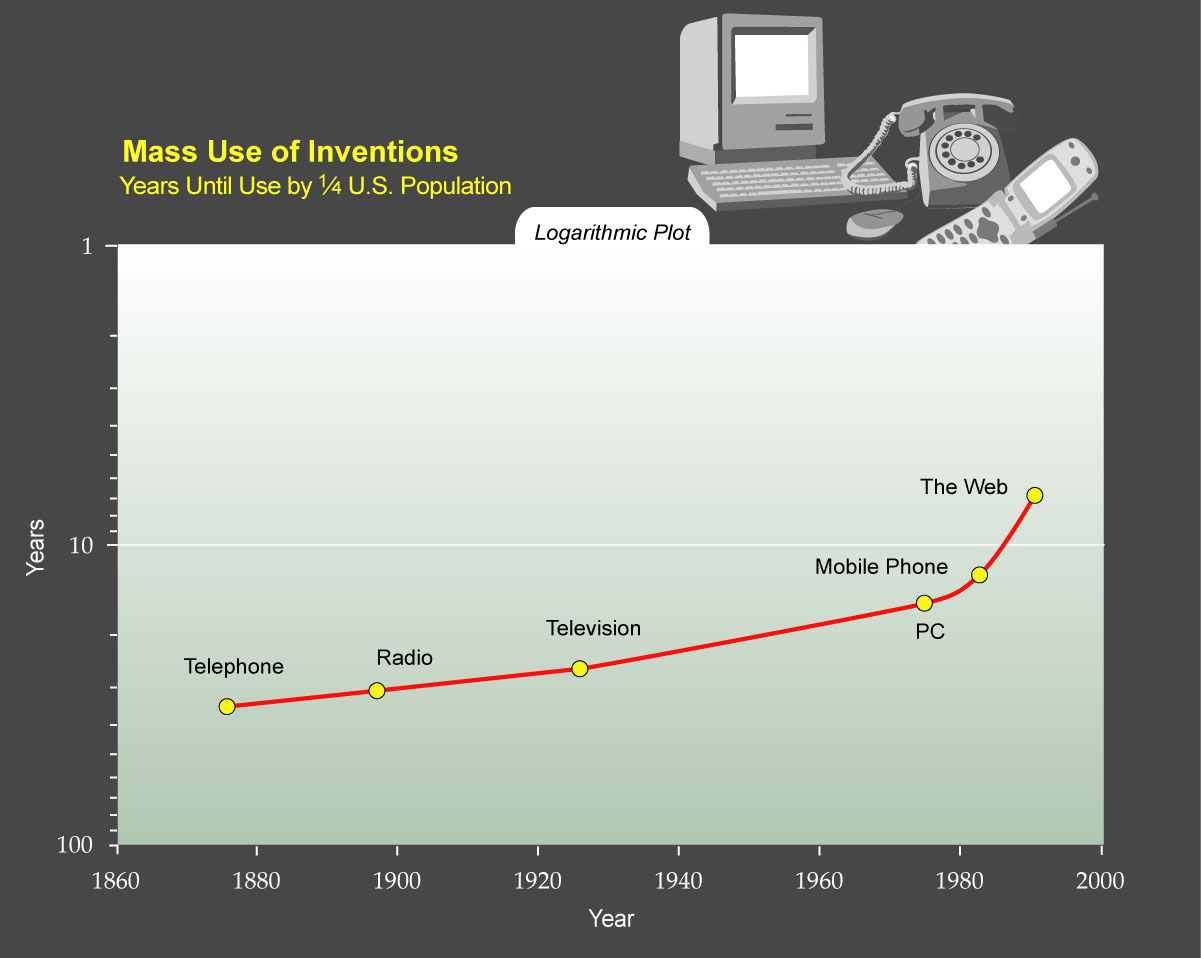
발명의 대량 사용: 미국 인구의 4분의 1이 사용할 때까지 몇 년

The mindsteps... appear to have certain things in common—a new and unfolding human perspective, related inventions in the area of memes and communications, and a long formulative waiting period before the next mindstep comes along. None of the mindsteps can be said to have been truly anticipated, and most were resisted at the early stages. In looking to the future we may equally be caught unawares. We may have to grapple with the presently inconceivable, with mind-stretching discoveries and concepts.

## Vinge의기하급수적으로 가속화되는 변화
수학자 Vernor Vinge 는 점점 더 짧은 시간 간격으로 분리된 점점 더 정교한 기술의 출현으로 이어지는 급속도로 발전하는 세계를 배경으로 한 공상 과학 소설 Marooned in Realtime (1986)에서 기하급수적으로 가속화되는 기술 변화에 대한 그의 아이디어를 대중화했다.  그의 후속작인 휴고 상을 수상한 소설 A Fire Upon the Deep (1992)은 기하급수적으로 가속되는 발달 단계를 거쳐 단순한 인간이 헤아릴 수 없는 초월 적이고 거의 전능한 힘으로 끝나는 초지능의 진화에 대한 상상적인 묘사로 시작한다. 이미 언급한 기술적 특이점에 관한 그의 영향력 있는 1993년 논문은 기본 아이디어를 간결하게 요약한다.

## Kurzweil의수익 가속의 법칙
1999년 저서 The Age of Spiritual Machines 에서 Ray Kurzweil은 "수익 가속의 법칙"을 제안했다. 이에 따라 다양한 진화 시스템(기술의 성장을 포함하되 이에 국한되지 않음)의 변화 속도는 기하급수적으로 증가하는 경향이 있다. 그는 2001년 "수확 가속화의 법칙"이라는 제목의 에세이에서 이 문제에 더 중점을 두었다. 여기에서 Kurzweil은 Moravec 이후 다양한 형태의 기술 진보의 기하급수적 성장을 설명하기 위해 무어의 법칙을 확장해야 한다고 주장했다. Kurzweil에 따르면 기술이 어떤 종류의 장벽에 접근할 때마다 우리가 그 장벽을 넘을 수 있도록 하는 새로운 기술이 발명될 것이다. 그는 자신의 주장을 입증하기 위해 이에 대한 수많은 과거 사례를 인용한다. 그는 그러한 패러다임 변화 가 점점 더 보편화되어 "인류 역사 구조의 단절을 나타내는 빠르고 심오한 기술 변화"로 이어질 것이라고 예측한다. 그는 수확 가속의 법칙이 기술 특이점 이 21세기가 끝나기 전인 2045년경에 발생할 것임을 의미한다고 믿는다. 에세이는 다음과 같이 시작된다.
An analysis of the history of technology shows that technological change is exponential, contrary to the common-sense 'intuitive linear' view. So we won't experience 100 years of progress in the 21st century—it will be more like 20,000 years of progress (at today's rate). The 'returns,' such as chip speed and cost-effectiveness, also increase exponentially. There's even exponential growth in the rate of exponential growth. Within a few decades, machine intelligence will surpass human intelligence, leading to the Singularity—technological change so rapid and profound it represents a rupture in the fabric of human history. The implications include the merger of biological and nonbiological intelligence, immortal software-based humans, and ultra-high levels of intelligence that expand outward in the universe at the speed of light.

수익 가속의 법칙은 많은 면에서 무어의 법칙에 대한 대중의 인식을 바꾸어 놓았다.  무어의 법칙이 모든 형태의 기술에 대해 예측을 한다는 것은 일반적인 믿음이다.  실제로는 반도체 회로에만 관련된다. 많은 미래학자 들은 여전히 "무어의 법칙"이라는 용어를 Moravec, Kurzweil 등이 제시한 아이디어를 설명하기 위해 사용한다.
Kurzweil에 따르면 진화 가 시작된 이래 더 복잡한 생명체는 기하급수적으로 더 빠르게 진화해 왔으며, 근본적으로 새로운 생명체의 출현 사이의 간격은 점점 더 짧아졌다. 효율성은 상대적으로 맹목적인 선택의 진화 메커니즘을 대체하는 새로운 특성이다. 더 나아가 인간의 기술적 진보 속도도 기하급수적으로 증가하고 있다. 우리가 일을 하는 더 효과적인 방법을 발견함에 따라 언어, 숫자, 문어, 철학, 과학적 방법, 관찰, 집계 장치, 기계식 계산기, 컴퓨터, 정보를 설명하는 능력의 이러한 주요 발전은 점점 더 밀접하게 발생한다. 이미 지난 60년 동안 산업화된 세계의 삶은 20세기 전반부의 살아있는 기억을 제외하고는 인식할 수 없을 정도로 거의 변했다. 이 패턴은 21세기에 상상할 수 없는 기술 진보로 절정에 이르고 특이점으로 이어질 것다. Kurzweil은 그의 저서 The Age of Spiritual Machines 와 The Singularity Is Near 에서 자신의 견해를 자세히 설명한다.

## 가속 변화의 한계
과학적 접근 방식을 적용하면 자연 과학에서 초기 단계에서 기하급수적 가속을 특징으로 하는 프로세스가 포화 단계로 들어가는 것이 일반적이라는 사실을 알 수 있다. 이를 통해 일정 시간 동안 가속에 따른 증가가 관찰된다면 이것이 이 프로세스의 끝없는 지속을 의미하지 않는다는 것을 분명히 알 수 있다. 반대로, 많은 경우에 이것은 속도의 고원으로의 조기 탈출을 의미한다. 자연 과학에서 발생하는 과정을 통해 우리는 관찰된 과학 및 기술 진보의 가속화 그림이 잠시 후(물리적 과정에서 일반적으로 짧음) 둔화 및 완전한 정지로 대체될 것이라고 제안할 수 있다. 가까운 미래에 과학 및 기술의 진보 가속화의 가능한 종료 / 감쇠에도 불구하고 진보 자체와 결과적으로 사회적 변화는 멈추지 않거나 심지어 느려지지 않을 것이다. 달성 된 (아마도 거대한) 속도가 일정해졌다.
가속 변화는 인류 에만 국한되지 않고 우주의 일반적이고 예측 가능한 발전적 특징일 수 있다.  무어의 법칙과 같은 가속을 생성하는 물리적 프로세스는 기하급수적 또는 초기하급수적 기술 변화를 일으키는 양의 피드백 루프이다.  이러한 역학은 공간, 시간, 에너지 및 물질(STEM 효율성 및 밀도 또는 STEM "압축")의 점점 더 효율적이고 조밀한 구성으로 이어진다. 물리적 한계에서 변화를 가속화하는 이 발달 과정은 블랙홀 밀도 조직으로 이어지며 우주에서 계산의 궁극적인 물리적 한계에 대한 연구에서도 결론에 도달했다.
이 비전을 외계 지능 탐색에 적용하면 진보된 지적 생명체가 스스로를 블랙홀로 재구성한다는 생각으로 이어진다. 그러한 진보된 생명체는 우주 공간과 성간 확장보다는 내부 공간에 관심을 가질 것이다. 따라서 그들은 어떤 식으로든 현실을 초월하고 관찰할 수 없으며 "초월 가설"이라고 하는 페르미의 역설에 대한 해결책이 될 것이다. 또 다른 해결책은 우리가 관찰하는 블랙홀이 실제로 별을 먹고 사는 지능형 초문명으로 해석될 수 있다는 것이다. 이러한 진화와 발전의 역학은 진화하고 발전하는 우주 자체를 연구하도록 초대한다. 우주가 일종의 초유기체라면 지적 생명체가 역할을 하면서 자연적으로나 인공적으로 번식하는 경향이 있을 수 있다

## 기타 추정치
과거에는 일부 기술 발전으로 인해 경제성장률의 극적인 변화가 발생했다. 인구 증가를 바탕으로 경제는 구석기 시대부터 신석기혁명 까지 25만년마다 2배씩 성장했다. 새로운 농업 경제는 900년마다 두 배로 증가하여 눈에 띄게 증가했다. 산업혁명으로 시작된 현 시대에 세계 경제 생산량은 15년마다 2배로 증가하여 농업 시대보다 60배 빠른 속도로 증가하고 있다. 초인적 지능의 부상이 비슷한 혁명을 일으킨다면 경제가 최소한 분기별로, 아마도 매주 두 배로 성장할 것이라고 로빈 핸슨은 주장한다.
미래학자이자 발명가인 R. 벅민스터 풀러( R. Buckminster Fuller )는 1981년 그의 저서 Critical Path 에서 인류가 축적하고 전송한 모든 지식을 1CE년까지 정보 1단위로 간주한다면 아마도 약 1500년이 걸릴 것이라고 추정했습니다. 16세기) 그 양의 지식이 두 배로 늘어났다. 2개에서 4개의 '지식 단위'로 지식이 두 배로 늘어나는 데는 약 1750년까지 불과 250년이 걸렸다. 150년 후인 1900년까지 지식은 다시 8단위로 두 배가 되었다. 정보가 두 배가 되는 관찰된 속도는 점점 더 빨라지고 있었다. 따라서 현대에는 기하급수적인 지식 진보가 계속 증가하는 속도로 변화한다. 이는 진행 상황에 따라 어느 순간 폭발적인 성장으로 이어지는 경향이 있다. 이러한 가속 변화 현상을 나타내는 간단한 지수 곡선은 배가 함수 로 모델링할 수 있다. 이 빠른 지식 배가 속도는 기술 발전이 인간의 생물학적 진화를 능가하는 속도인 기술 특이점에 대한 기본 가설 로 이어진다.

## 비판
Theodore Modis 와 Jonathan Huebner는 서로 다른 관점에서 기술 혁신의 속도가 증가를 멈췄을 뿐만 아니라 실제로 현재 감소하고 있다고 주장했다.

## 갤러리
Kurzweil은 수익 가속 법칙에 대한 그의 믿음과 정당성을 설명하기 위해 다음 그래프를 만들었다.

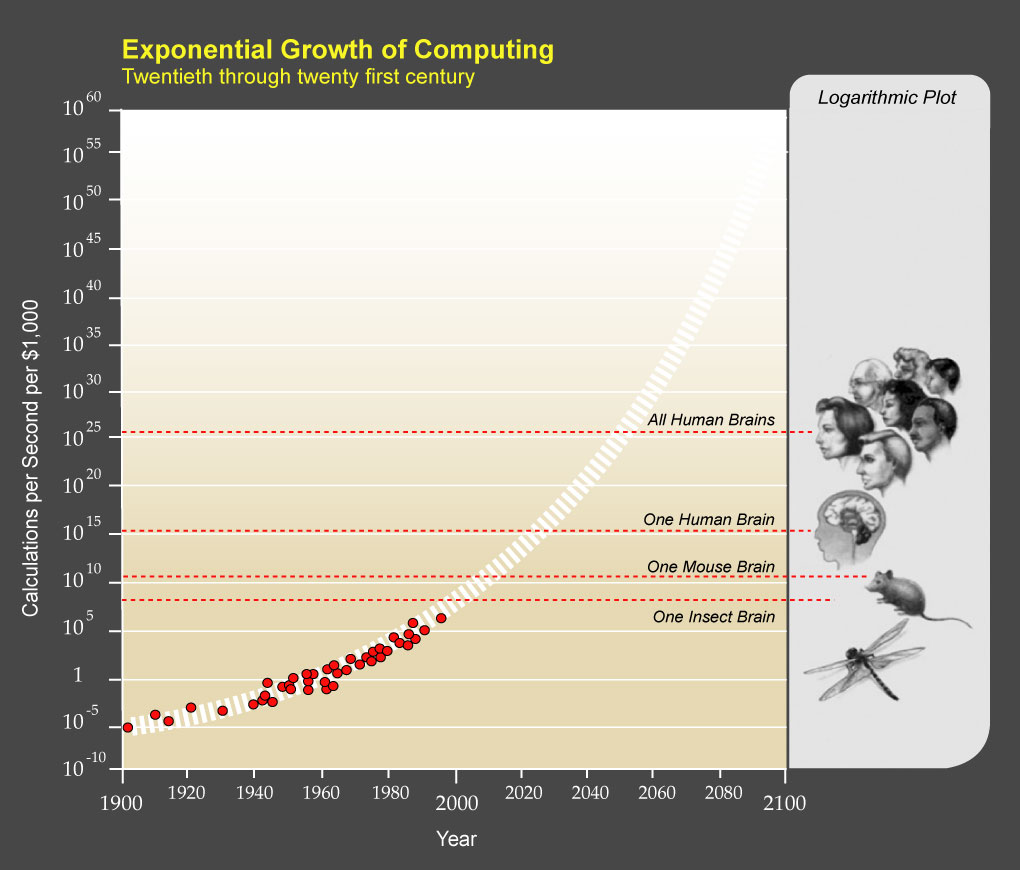
컴퓨터 성능은 기하급수적으로 증가하다.
[en→ko]Exponential growth in supercomputer power

## 노트
1. 1 2  Town Planning Conference (1910 : London, England); Royal Institute of British Architects (2018년 7월 8일). 《Transactions》. London : Royal Institute of British Architects.
2. ↑  Ulam, Stanislaw (May 1958). “Tribute to John von Neumann”. 64, nr 3, part 2. Bulletin of the American Mathematical Society: 5.
3. ↑  Moravec, Hans (1998). “When will computer hardware match the human brain?”. 《Journal of Evolution and Technology》 1. 2006년 6월 15일에 원본 문서에서 보존된 문서. 2006년 6월 23일에 확인함.
4. ↑  Moravec, Hans (June 1993). “The Age of Robots”. 2006년 6월 15일에 원본 문서에서 보존된 문서. 2006년 6월 23일에 확인함.
5. ↑  Moravec, Hans (April 2004). “Robot Predictions Evolution”. 2006년 6월 16일에 원본 문서에서 보존된 문서. 2006년 6월 23일에 확인함.
6. ↑  Ray Kurzweil, The Age of Spiritual Machines, Viking, 1999, p. 30 and p. 32
7. ↑  The Law of Accelerating Returns 보관됨 2015-01-14 - 웨이백 머신. Ray Kurzweil, March 7, 2001.
8. ↑  Shestakova I. “To the Question of the Limits of Progress: Is a Singularity Possible?”.
9. ↑  Steffen, Will; Broadgate, Wendy; Deutsch, Lisa; Gaffney, Owen; Ludwig, Cornelia (2015). “The trajectory of the Anthropocene: The Great Acceleration” (PDF). 《The Anthropocene Review》 2: 81–98. doi:10.1177/2053019614564785.
10. 1 2  Smart, J. M. (2012). “The Transcension Hypothesis: Sufficiently advanced civilizations invariably leave our universe, and implications for METI and SETI”. 《Acta Astronautica》 78: 55–68. Bibcode:2012AcAau..78...55S. doi:10.1016/j.actaastro.2011.11.006. ISSN 0094-5765. 2013년 9월 22일에 원본 문서에서 보존된 문서. 2014년 1월 4일에 확인함.
11. ↑  Lloyd, S. (2000). “Ultimate Physical Limits to Computation”. 《Nature》 406 (6799): 1047–1054. arXiv:quant-ph/9908043. Bibcode:2000Natur.406.1047L. doi:10.1038/35023282. PMID 10984064.
12. ↑  Kurzweil, R. (2005). 《The Singularity Is Near: When Humans Transcend Biology》. Penguin Books. 362쪽.
13. ↑  Ćirković, Milan M. (2008). “Against the Empire”. 《Journal of the British Interplanetary Society》 61 (7): 246–254. arXiv:0805.1821. Bibcode:2008JBIS...61..246C. ISSN 0007-084X.
14. ↑  Webb, Stephen (2015). 《If the Universe Is Teeming with Aliens ... Where Is Everybody?》. Science and Fiction. Cham: Springer International Publishing. 203–206쪽. ISBN 978-3-319-13235-8.
15. ↑  Smart, J. M. (2009). 〈Evo Devo Universe? A Framework for Speculations on Cosmic Culture.〉.   S. J. Dick; Mark L. Lupisella. 《Cosmos and Culture: Cultural Evolution in a Cosmic Context》. Washington D.C.: Government Printing Office, NASA SP-2009-4802. 201–295쪽. 2017년 1월 24일에 원본|보존url=은 |url=을 필요로 함 (도움말)에서 보존된 문서.
16. ↑  Webb, Stephen (2015). 《If the Universe Is Teeming with Aliens ... Where Is Everybody?》. Science and Fiction. Cham: Springer International Publishing. 196–200쪽. ISBN 978-3-319-13235-8.
17. ↑  Vidal, C. (2016). “Stellivore extraterrestrials? Binary stars as living systems”. 《Acta Astronautica》 128: 251–256. Bibcode:2016AcAau.128..251V. doi:10.1016/j.actaastro.2016.06.038. ISSN 0094-5765.
18. ↑  “Evo Devo Universe Community”. 2018년 4월 25일에 확인함.
19. ↑  Smolin, Lee (1992). “Did the universe evolve?”. 《Classical and Quantum Gravity》 9 (1): 173–191. Bibcode:1992CQGra...9..173S. doi:10.1088/0264-9381/9/1/016.
20. ↑  Crane, Louis (2010). “Possible Implications of the Quantum Theory of Gravity: An Introduction to the Meduso-Anthropic Principle”. 《Foundations of Science》 15 (4): 369–373. arXiv:hep-th/9402104. doi:10.1007/s10699-010-9182-y. ISSN 1233-1821.
21. ↑  Harrison, E. R. (1995). “The Natural Selection of Universes Containing Intelligent Life”. 《Quarterly Journal of the Royal Astronomical Society》 36 (3): 193–203. Bibcode:1995QJRAS..36..193H.
22. ↑  Gardner, J. N. (2000). “The Selfish Biocosm: complexity as cosmology”. 《Complexity》 5 (3): 34–45. Bibcode:2000Cmplx...5c..34G. doi:10.1002/(sici)1099-0526(200001/02)5:3<34::aid-cplx7>3.0.co;2-8.
23. ↑  Smart, J. M. (2009). 〈Evo Devo Universe? A Framework for Speculations on Cosmic Culture.〉.   S. J. Dick; Mark L. Lupisella. 《Cosmos and Culture: Cultural Evolution in a Cosmic Context》. Washington D.C.: Government Printing Office, NASA SP-2009-4802. 201–295쪽.
24. ↑  Vidal, C. (2014). 《The Beginning and the End: The Meaning of Life in a Cosmological Perspective》 (Submitted manuscript). The Frontiers Collection. New York: Springer. arXiv:1301.1648. Bibcode:2013PhDT.........2V. doi:10.1007/978-3-319-05062-1. ISBN 978-3-319-05061-4.
25. ↑  Fuller, Buckminster (1981). 《Critical Path》. ISBN 0312174918.
26. ↑  Korotayev, Andrey (2018). “The 21st Century Singularity and its Big History Implications: A re-analysis”. 《Journal of Big History》 2 (3): 71–118. doi:10.22339/jbh.v2i3.2320.

## 참조
- TechCast 기사 시리즈, Al Leedahl, 변화 가속화
- 역사 및 수학: 복잡한 사회의 역사적 역학 및 발전 . Peter Turchin, Leonid Grinin, Andrey Korotayev 및 Victor C. de Munck 편집. 모스크바: KomKniga, 2006.ISBN 5-484-01002-0ISBN 5-484-01002-0
- Kurzweil, Ray(2001), 에세이: 수익 가속화의 법칙
- 978-0-415-77361-4   .

## 추가 자료
- Link, Stefan J. Forging Global Fordism: Nazi Germany, Soviet Russia, and the Contest over the Industrial Order (2020) 발췌문